# Numa Marcio
Numa Marcio (lat. Numa Marcius; fl. VIII-VII secolo a.C.) è stato un politico romano, senatore nell'età regia di Roma al regno di Numa Pompilio, nominato da questo stesso come primo Pontefice massimo.
Era figlio di un certo Marcio.

## Probabile parentela con Numa Pompilio
Il suo nome Numa ha fatto pensare a molti storici che fosse imparentato con il re Numa Pompilio questo poiché risulta che appartenesse alla gens Marcia come appunto viene nominato il figlio di Numa Pompilio: Marcio.